# Lestodelphys halli
A cuíca-da-Patagônia (vernáculo artificial derivado das línguas espanhola e inglesa) (Lestodelphys halli) é uma espécie de marsupial da família dos didelfiídeos (Didelphidae). É endêmica da Argentina, onde pode ser encontrada de Mendoza a Santa Cruz. É a única espécie descrita para o gênero Lestodelphys. O L. dalli é o marsupial distribuído mais ao sul no continente americano, e um dos menos conhecidos quanto a ecologia e história natural.